# Ghislain Londers
Ghislain Londers (1947) was van 2007 tot 2011 eerste voorzitter van het Belgische Hof van Cassatie.

## Carrière
Londers promoveerde in 1971 tot doctor in de rechten aan de Katholieke Universiteit Leuven. Hij stond van 1971 tot 1978 ingeschreven aan de balie te Leuven, waarna hij benoemd werd als rechter in de rechtbank van eerste aanleg van Leuven. In 1986 werd hij raadsheer in het hof van beroep te Brussel. In 1996 werd hij Kamervoorzitter in dit hof en in 1997 werd hij benoemd tot raadsheer in het Hof van Cassatie. Van 2000 tot 2004 was hij lid van de Hoge Raad voor de Justitie. Vanaf 1 april 2007 was hij eerste voorzitter van het Hof van Cassatie.

## Fortis
In het najaar van 2008 werd Londers bekend bij het grote publiek omdat hij op 18 december 2008 een brief en op 19 december 2008 een nota had overhandigd aan Kamervoorzitter Herman Van Rompuy, waarin hij een magistraat ervan beschuldigde het beroepsgeheim te hebben geschonden en waarin hij stelde dat er 'belangrijke aanwijzingen' waren van politieke beïnvloeding in de zaak Fortis. Deze nota leidde tot de val van regering-Leterme I.
Voor de parlementaire commissie 'scheiding der machten' herhaalde hij op 2 maart 2009 deze aantijgingen onder ede, stelde hij dat hij met zijn brief van 18 december 2008 en nota van 19 december 2008 namens de rechterlijke macht had gehandeld en dat de aantijgingen op een juridisch bewijs steunden: "Wanneer ik heb gezegd dat ik geen juridisch bewijs had, zijn er voldoende juristen in de zaal om te weten dat een samenloop van vermoedens juridisch ook een bewijs kan zijn. Un faisceau de présomptions concordantes. Dat volstaat ook in rechte om een bewijs te zijn".
In een brief gedateerd op 24 januari 2009 van de hand van raadsheer Schurmans, de door Londers geviseerde magistraat, werd gesteld dat Londers door zijn initiatief "de rechten van verdediging, de eerbied voor de tegenspraak en het vermoeden van onschuld" zou hebben geschonden. In een brief gedateerd op 28 januari 2009 leverde de procureur-generaal van het Hof van Cassatie, Jean-François Leclercq, op zijn beurt openlijk kritiek op de door Londers gevolgde werkwijze. Hij meende dat Londers door zijn initiatief het vermoeden van onschuld en de plicht van onpartijdigheid zou hebben geschonden.
Op 16 juni 2009 diende raadsheer Schurmans een verzoekschrift in voor het Europees Hof voor de Rechten van de Mens. Volgens dit verzoekschrift zou de Belgische staat verantwoordelijk moeten worden gesteld (voor de vermeende schending door de hoogste magistraat van het recht op een eerlijke proces) en zou het -gelet op de vingerwijzing door Londers in naam van de rechterlijke macht- geen zin meer hebben om de interne rechtsmiddelen uit te putten.
Medio september 2011 bood de magistraat zijn ontslag aan om persoonlijke redenen, één dag voor de uitspraak van het Gentse hof van beroep in de Fortisaffaire. Naar eigen zeggen omdat men zijn ontslag niet als een reactie op de uitspraak zou beschouwen.

## Eretekens
- België: Grootkruis in de Kroonorde,KB van 17 augustus 2007